# Webjet Linhas Aéreas
Webjet Linhas Aéreas  fue una compañía de aviación brasileña de bajo costo con sede en Jacarepaguá en Río de Janeiro, Brasil. La empresa también realizaba vuelos chárter.
Comenzó a operar en 2005 con dificultades debido a la dura competencia y las guerras tarifarias que enfrentó por parte de las tres mayores aerolíneas que operaban en Brasil: GOL, TAM y Varig, las que en 2005 transportaban al 97 % de los pasajeros. En 2008 entró en operación la aerolínea Azul, que también está orientada al segmento de mercado de bajo costo y que competía directamente con WebJet.
En mayo de 2008 WebJet ocupó el tercer lugar según la participación de mercado de las empresas aéreas en el mercado doméstico brasileño con un 3,7 %, superando a Avianca Brasil (2,7 %) y Azul (3,6 %). La líder en el mercado nacional era TAM con una participación de 49,2 % en ese entonces.
En octubre de 2011 fue adquirida por GOL en una operación que rondo los 61,4 millones de dólares.

## Rutas
Webjet realizó vuelos regulares a las siguientes ciudades de Brasil: Belo Horizonte, Brasilia, Curitiba, Fortaleza, Natal, Porto Alegre, Recife, Río de Janeiro, Salvador de Bahia y San Pablo.

## Flota
Webjet operó aeronaves Boeing 737-300 con capacidad para 148 pasajeros, distribuidos en filas de 3 a 3 butacas con un corredor o pasillo. A 14 de marzo de 2012 disponía de los siguientes:
Fuente:https://web.archive.org/web/20120226140040/http://www.aeromuseu.com.br/frota.htm